# Mandsaur (distrikt)
Mandsaur är ett distrikt i Indien.   Det ligger i delstaten Madhya Pradesh, i den centrala delen av landet, 500 km söder om huvudstaden New Delhi. Antalet invånare är 1 340 411. Arean är 5 530 kvadratkilometer. Mandsaur gränsar till Neemuch.
Terrängen i Mandsaur är platt åt sydväst, men åt nordost är den kuperad.
Följande samhällen finns i Mandsaur:
- Mandsaur
- Shāmgarh
- Bhānpura
- Sītāmau
- Nārāyangarh
- Malhārgarh